# Ismaila Sane
Ismaila Sane (nacido el 4 de enero de 1956 en Coubalan, Casamance) es un músico senegalés. Sus comienzos artísticos fueron en los ballets africanos como artista bailarín y percusionista. Durante sus numerosas participaciones en diferentes bandas, Ismaila amplia conocimientos musicales con grandes dotes de genialidad. En el año 86 integrante del grupo Piirpauke, afincados en Finlandia y pioneros de la hoy llamada World Music, con el que recorre más de 20 países.
En su primera gira por el continente americano, Piirpauke actúan en SXSW Music and Media conference en Austin (Texas) y Sob's (Nueva York), obteniendo un notable éxito en la crítica especializada. Han participado en varios festivales importantes como Tallin Festival de Estonia y Womad de Finlandia en 1990, Festival de Jazz de Wizen (Austria) y Festival de Bam en 1991, Festival de Miden en Cannes en 1995 y en numerosos conciertos por toda la geografía europea.

## Discografía

### En solitario
- Ismaila Sané: Ñamandu (1999) Azel Producciones, Tenerife.
- Ismaila Sané: Ñamandu (2002) Azel Producciones, Tenerife.

### Colaboraciones
- 2010 Piirpauke: Koli (Rockadillo Records), Finlandia.
- 2008 Pasi Kaunisto & Piirpauke: Onnelliset - Oskar Merikannon Lauluja feat. Johanna Rusanen (FG-Naxos), Finlandia.
- 2006 Piirpauke: Kalabalik (Rockadillo Records), Finlandia.
- 2005 Piirpauke: Ikiliikkuja - perpetuum mobile - The very Best of P. (Rockadillo Records), Finlandia.
- 2003 Piirpauke: Laulu laineilla (Rockadillo Records), Finlandia.
- 2002 Piirpauke: Sillat (Rockadillo Records), Finlandia.
- 1998 Piirpauke: Laula sinäkin (Rockadillo Records), Finlandia.
- 1996 Piirpauke: Ave Maria (Rockadillo Records), Finlandia.
- 1994 Piirpauke: Metamorphosis (Rockadillo Records), Finlandia.
- 1993 Piirpauke: Terra Nova - Muuttolinnut (Rockadillo Records), Finlandia.
- 1991 Piirpauke: Tuku Tuku (Rockadillo Records), Finlandia.

- 2011 The Capital Beat: On the midnight wire (Stupido Records), Finlandia.
- 2006 Eero Koivistoinen Music Society: X-Ray, Finlandia.
- 2005 Jaakko Löytty: Murhehuone (Humble records), Finlandia.
- 2003 Galaxy: Insecurité (Global Music Center), Finlandia.
- 2003 Jazzgangsters: Peace (Rockadillo Records), Finlandia.
- 2002 Galaxy: Sedde ja Insecurité (videos), Finlandia.
- 2000 Good People: Good People (Naxos), Finlandia.
- 1999 Al Farabi (Azel Producciones), Tenerife.
- 1999 Baba Djembe (Multitrac Records), Tenerife.
- 1998 Benito Cabrera: Notas de viajes, Tenerife.
- 1998 Ghandara, Tenerife.
- 1997 Antonio Hernandez: Ritual Suite (Azel Producciones), Tenerife.
- 1996 Chiqui Perez (Manzana Records), Tenerife.
- 1995 Taller Canario: Ahora que (Manzana Records), Tenerife.
- 1995 Las Ratas (Multitrac), Tenerife.
- 1994 M'balax: Kike Perdomo - M'balax (Manzana Records), Tenerife.